# Ибрагимов, Расул Мамедийя оглы
Расул Мамедийя оглы Ибрагимов (азерб. Rəsul Məmmədiyyə oğlu İbrahimov; род. 13 августа 1981, Баку, Азербайджанская ССР) — азербайджанский шахматист, международный гроссмейстер. С 2001 года является одним из тренеров национальной сборной Азербайджана.

## Спортивные достижения
- 1992—2001 — Девятикратный чемпион Азербайджана среди юношей
- Участник шести юношеских чемпионатов мира
- 1996—1997 — дважды становился серебряным призёром турнира «Кубок Каспарова»
- 1999 — участник чемпионата Европы в Батуми (Грузия)
- 1999 — участник чемпионата Европы в Леоне (Франция)
- 2000 — победитель командного чемпионата Азербайджана в составе команды «Насими»
- 2001 — серебряный призёр чемпионата Азербайджана (высшая лига)
- 2002 — участник Всемирной Шахматной Олимпиады в городе Блед (Словения) в составе сборной Азербайджана
- 2002 — бронзовый призёр чемпионата Азербайджана (высшая лига)
- 2003 — участник чемпионата Европы в г. Пловдив (Болгария)
- 2003 — бронзовый призёр чемпионата Азербайджана (высшая лига)
- 2003 — победитель командного чемпионата Азербайджана в составе команды «ЦСКА»
- 2004 — участник Всемирной Шахматной Олимпиады в городе Кальвия (Испания) в составе сборной Азербайджана
- 2004 — серебряный призёр чемпионата Азербайджана (высшая лига)
- 2004 — 1 место в турнире «6 Babol Open» (Иран)
- 2004 — 1 место в турнире «Alushta 6» (Украина)
- 2005 — 1 место в турнире «IRI Super league TM Chmp» в составе команды «TIDEWATER» и лучший результат на 1-й доске, (Иран)
- 2005 — 3 место в турнире «RAMADANOPEN»
- 2006 — 1 место в международном шахматном турнире «5-th International Chess Championship» (Аден, Йемен)
- 2007 — 2-3 места в международном шахматном турнире «6-th International Chess Championship» (Аден, Йемен)
- 2008 — 2 место в личном первенстве Азербайджана среди мужчин
- 2008 — серебряный призёр чемпионата Азербайджана (высшая лига)

## Изменения рейтинга
| Графики недоступны из-за технических проблем. См. информацию на Фабрикаторе и на mediawiki.org. |